# Шматовка
Шматовка (до 1938 — Швиргсден (нем. Schwirgsden), до 1947 — Кёнигсгартен (нем. Königsgarten)) — посёлок в Озёрском муниципальном округе Калининградской области. До 2014 года входил в состав Красноярского сельского поселения.

## География
Находится в южной части Калининградской области, в зоне хвойно-широколиственных лесов, в пределах Виштынецкой возвышенности, к югу от автодороги 27А-027, на расстоянии примерно 8 километров (по прямой) к северу от города Озёрска, административного центра района. Абсолютная высота — 126 метров над уровнем моря.

### Климат
Климат характеризуется как переходный от морского к умеренно континентальному. Среднегодовая температура воздуха — 7,7 °C. Средняя температура воздуха самого холодного месяца (января) — −2,9 °C (абсолютный минимум — −35 °C); самого тёплого месяца (июля) — 18,7 °C (абсолютный максимум — 36 °C). Годовое количество атмосферных осадков — 775 мм, из которых большая часть выпадает в тёплый период.

### Часовой пояс
Посёлок Шматовка, как и вся Калининградская область, находится в часовой зоне МСК−1. Смещение применяемого времени относительно UTC составляет +2:00.

## Население
| 1818 | 1863 | 1907 | 1925 | 1933 | 1939 | 2002 |
| ---- | ---- | ---- | ---- | ---- | ---- | ---- |
| 137  | ↗191 | ↗212 | ↘195 | ↘185 | ↘179 | ↘18  |
| 2010 |      |      |      |      |      |      |
| ↘16  |      |      |      |      |      |      |

### Национальный состав
Согласно результатам переписи 2002 года, в национальной структуре населения русские составляли 89 %.